# Balsamorhiza
Balsamorhiza,  biljni rod iz porodice glavočika smješten u podtribus Engelmanniinae. Sastoji se od 11 vrsta u zapadnim predjelima Sjeverne Amerike.
Tipična je vrsta  Heliopsis balsamorhiza Hook., sinonim za Balsamorhiza hookeri. Rod je opisan u Transactions of the American Philosophical Society, new series 7: 349–351. 1840.

## Vrste
1. Balsamorhiza careyana A.Gray
2. Balsamorhiza deltoidea Nutt.
3. Balsamorhiza hispidula W.M.Sharp
4. Balsamorhiza hookeri Nutt.
5. Balsamorhiza incana Nutt.
6. Balsamorhiza lanata (W.M.Sharp) W.A.Weber
7. Balsamorhiza macrolepis W.M.Sharp
8. Balsamorhiza macrophylla Nutt.
9. Balsamorhiza rosea A.Nelson & J.F.Macbr.
10. Balsamorhiza sericea W.A.Weber
11. Balsamorhiza serrata A.Nelson & J.F.Macbr.
12. Balsamorhiza ×bonseri H.St.John
13. Balsamorhiza ×terebinthacea (Hook.) Nutt.
14. Balsamorhiza ×tomentosa Rydb.